# フロイド・ランディス

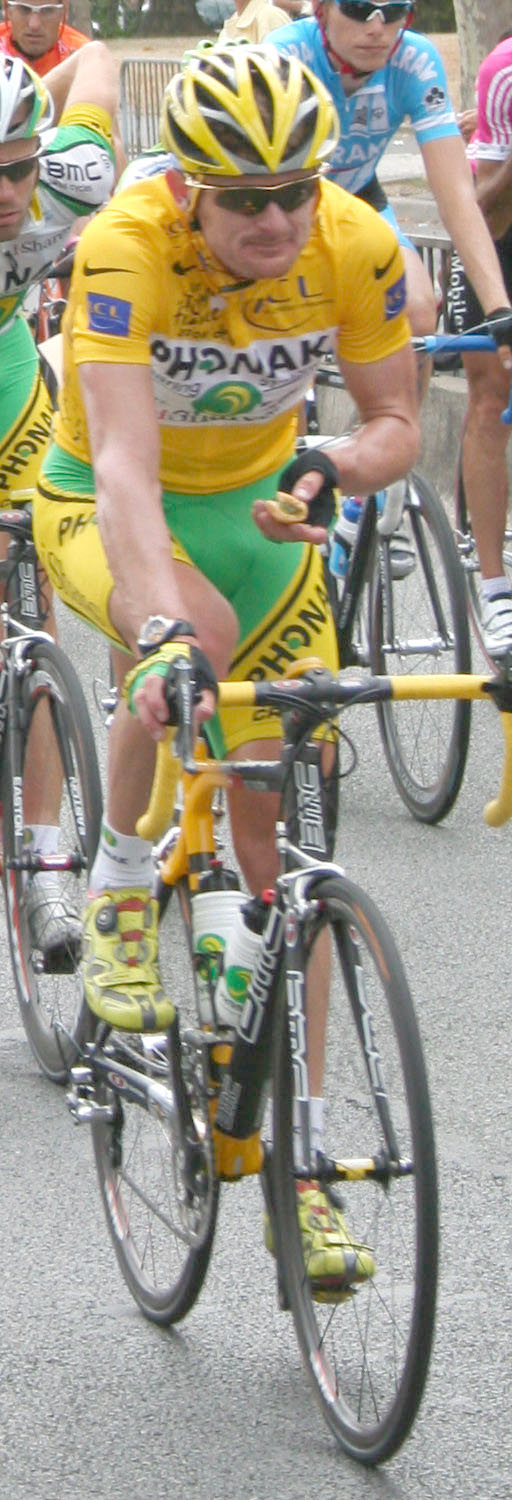
2006年のツール・ド・フランスにて

フロイド・ランディス（Floyd Landis、1975年10月14日- ）は、アメリカ合衆国ペンシルベニア州出身の自転車ロードレース選手。

## 経歴
厳格なメノナイトの家庭に生まれる。1999年にマーキュリー・サイクリングチームとプロ契約。2002年からUSポスタル・サービス・チームに移籍しランス・アームストロングのアシストとして活躍した。その後2005年にフォナック・ヒアリングシステムに移籍。ツール・ド・フランス2006で総合優勝したが、その後発覚したドーピング疑惑によりタイトルを剥奪された。

### ツール・ド・フランス2006第17ステージ
この山岳ステージでランディスは、トップのオスカル・ペレイロとのタイム差を縮める為、序盤から乾坤一擲の大逃げに出た。メイン集団はいずれランディスが失速すると読み、Tモバイルチームが先行して逃げていたパトリック・シンケヴィッツをランディスの背後に付かせたのみでレース終盤まで積極的な追走を行わなかった。ところがランディスはレースの大半を空気抵抗の多い先頭で走行していたにもかかわらず、最後の最も険しい上りでさらにシンケヴィッツや集団を引き離すという通常では考えられない走りを見せ、一気にペレイロとのタイム差を挽回したのである。このあり得ないレース展開は当初、徹底的に頭から水を被り続けたランディスの作戦勝ちであるとか、いつまでも先頭を引こうとしなかったTモバイルチームの怠慢が招いたサプライズであると言われたと同時に、少なからぬ人が禁止薬物の使用を疑うことにもなった。

### タイトル剥奪
2007年9月20日、アメリカ仲裁委員会はランディスの訴えを却下、これによりアメリカ反ドーピング機関が下していたランディスへの2006ツール・ド・フランス勝者のタイトルの剥奪と2年間の出場停止処分が決定。これを受け、UCI（国際自転車競技連盟）も翌21日、公式にランディスの失格と総合2位だったペレイロの総合優勝を認定し、ランディスの総合順位剥奪が確定した。また、ツール・ド・フランスの主催者ASOは同年10月15日にペレイロにマイヨジョーヌを授与した。一方、ランディスはこの裁定を不服として同年10月9日、スポーツ仲裁裁判所（CAS）に提訴していたが、2008年6月30日、CASがランディスの提訴を却下。同日、正式にランディスの2年間の競技停止処分が確定した。なお、競技停止処分については2007年1月30日よりさかのぼるため、期間としては2009年1月29日までとされた。

### ドーピング問題

#### 当人の問題
- 圧倒的な強さで勝利した2006年ツール・ド・フランス第17ステージの後のドーピング検査で陽性反応となる。複数の検体が陽性となった結果、ランディスの優勝は保留とされ、後に剥奪された。ランディス本人は自身を陥れようとする陰謀であると主張していたが、現在では、当時ドーピングを行っていたことを認めている。

- ランディスの検体が示したのは、テストステロンの値が異常であるという結果であった。ランディス側は当初これを「体質と股関節治療の薬物によるもの」と主張していた。ツール・ド・フランス2006におけるランディスの4回のドーピング検査のうち、テストステロンの値が異常だったのは第17ステージの1回のみであったが、検体から検出されたテストステロンは同位体の比率から体外で人工的に合成されたものであることが判明している。テストステロンは継続的に使用し続けることで筋力が増強する薬物であるが、一時的な使用であってもこれらステロイドホルモン類には生体のエネルギー利用を促進する作用があり、気分の高揚、疲労の回復、水分の保持、炎症の抑制による痛みの軽減、といった効果がある。ランディスは自身のドーピングを認めた後のインタビューで「前年（05年）はレースの期間中ずっとテストステロンをやっていたが、陽性にはならなかった」「（06年は）ツールの準備にテストステロンを使ったが、レース期間中に行っていたドーピングは自己血輸血と成長ホルモンだった」「当時はテストステロンは使用していなかったため、検査結果はおかしい」と主張している[3][4]。

- 2010年2月15日、2006年にフランスの反ドーピング研究所のコンピュータにハッキング行為を行った容疑で国際指名手配されていることが明らかになった[5]。2011年11月10日、ランディスはフランスの裁判所から執行猶予付き禁錮刑1年を言い渡された。これはランディスの元マネージャーら、不正侵入に関与した全員に対するものであり、総額7万5,000ユーロ（約790万円）の損害賠償支払いも命じられた。

#### ランス・アームストロングのドーピング疑惑を告発
- 2010年5月20日、ウォールストリート・ジャーナルは、電子メールでランディスが自らのドーピングを認め、同時にランス・アームストロングやリーヴァイ・ライプハイマーのドーピングを告発した、と報道。またランディスは、2002年のUSポスタル在籍時代に、当時同チーム監督のヨハン・ブリュイネールとアームストロングの手ほどきを受けてドーピングを行ったことがきっかけとなり、その後常習するようになったという。さらに、2003年にスペイン・ジローナにあるアームストロングのアパートで血液ドーピングに使用するための採血法をアームストロングに指導され、そのクローゼットにある冷蔵庫にはアームストロングとジョージ・ヒンカピーの血液が保管されていたと主張している[4]。

- スポーツ・イラストレイテッドの2011年1月24日号[6] において、ランディスとステファン・スチュアートの証言に基づき、アームストロングがヤロスラフ・ポポヴィッチと共謀して、イタリアで長年に亘ってドーピング行為を行っていたとされる5700文字以上からなる文書を入手したことや、アンチドーピングの権威である、ドン・キャトリン博士の調べによると、当人の尿から、テストステロン及びエピテストステロンの異常値が出ていたとする詳細なレポートを入手し公表[7]。この記事に対し、アームストロングは事実無根であると否定[8]。ポポヴィッチも同様に否定した[9]。一方、キャトリンは、同記事についてのコメントを差し控えた[10]。

- ランス・アームストロングはその後、ドーピングを実際に行っていたものと認定され、2012年に獲得主要タイトルの剥奪と自転車競技からの永久追放という処分を受けた。2013年にはアームストロング本人がドーピングを事実だと告白している。

### 現役復帰から引退まで
出場停止期間の明けた2009年シーズン、Healthnet-Maxxisの後継チームであるアウチ・プロサイクリングチーム（en:OUCH Pro Cycling Team）で現役復帰し、ツアー・オブ・カリフォルニアに出場した。その後は本場であるヨーロッパのメジャーレースの世界に戻ることなく、2011年に引退した。

## 主な戦績
1999年
- ツール・ド・ラブニール 総合3位

2000年
- ツール・デュ・ポワトゥー＝シャラント 総合優勝

2002年　
- ドーフィネ・リベレ 総合2位

2003年
- ツール・ド・フランス 第4ステージ・チームタイムトライアル(TTT) 優勝

2004年　
- ヴォルタ・アン・アルガルヴェ 総合優勝
- ツール・ド・フランス総合23位
- ブエルタ・ア・エスパーニャ 第1ステージ・TTT優勝

2005年　
- ツール・ド・フランス総合9位

2006年
- パリ〜ニース 総合優勝
- ツール・ド・ジョージア 総合優勝
- ツアー・オブ・カリフォルニア 総合優勝
- ツール・ド・フランス 総合優勝、区間1勝(第17)